# Élections législatives de 1958 dans l'Orne
Les élections législatives françaises de 1958 se déroulent les 23 et 30 novembre 1958. Dans le département de l'Orne, trois députés sont à élire dans le cadre de trois circonscriptions.

## Élus
| Circonscription | Député élu       | Parti | Parti |
| --------------- | ---------------- | ----- | ----- |
| 1re             | Louis Terrenoire |       | UNR   |
| 2e              | Roland Boudet    |       | UNR   |
| 3e              | Émile Halbout    |       | MRP   |

## Système électoral
Pour la première fois depuis 1936, les élections législatives ont lieu au scrutin uninominal majoritaire à deux tours dans des circonscriptions uninominales.
Est élu au premier tour le candidat qui réunit la majorité absolue des suffrages exprimés et un nombre de voix au moins égal au quart (25 %) des électeurs inscrits dans la circonscription. Si aucun des candidats ne satisfait ces conditions, un second tour est organisé entre les candidats ayant réuni un nombre de voix au moins égal à 5 % des suffrages exprimés. Au second tour, le candidat arrivé en tête est déclaré élu.
Le seuil de qualification, basé sur un pourcentage relativement faible des suffrages exprimés, tend à faciliter l'accès au second tour de plus de deux candidats. Les candidats en lice au second tour peuvent ainsi fréquemment être trois, un cas de figure appelé « triangulaire ». Lorsque quatre candidats s'affrontent au second tour, on parle de « quadrangulaire ».

## Résultats

### Résultats à l'échelle du département
| Parti          | Parti                                            | Premier tour | Premier tour | Second tour | Second tour | Sièges |
| Parti          | Parti                                            | Voix         | %            | Voix        | %           | Sièges |
| -------------- | ------------------------------------------------ | ------------ | ------------ | ----------- | ----------- | ------ |
|                | Centre national des indépendants et paysans      | 40 755       | 31,25        | 36 437      | 29,01       | 0      |
|                | Union pour la nouvelle République                | 28 897       | 22,16        | 42 730      | 34,03       | 2      |
|                | Modérés                                          | 5 765        | 4,42         | 10 971      | 8,74        | 0      |
|                | Droite parlementaire                             | 75 417       | 57,83        | 90 138      | 71,78       | 2      |
|                |                                                  |              |              |             |             |        |
|                | Mouvement républicain populaire                  | 16 033       | 12,29        | 20 630      | 16,43       | 1      |
|                | Parti républicain, radical et radical-socialiste | 10 902       | 8,36         | Retrait     | Retrait     | 0      |
|                | Parti communiste français                        | 8 699        | 6,67         | 8 254       | 6,57        | 0      |
|                | Union et fraternité française                    | 8 414        | 6,45         | 3 924       | 3,12        | 0      |
|                | Centre républicain                               | 4 738        | 3,63         | Retrait     | Retrait     | 0      |
|                | UDSR                                             | 3 658        | 2,80         | 2 634       | 2,10        | 0      |
|                | Section française de l'Internationale ouvrière   | 2 553        | 1,96         | Retrait     | Retrait     | 0      |
|                |                                                  |              |              |             |             |        |
| Inscrits       | Inscrits                                         | 168 308      | 100,00       | 168 224     | 100,00      | 3      |
| Abstentions    | Abstentions                                      | 33 244       | 19,75        | 39 044      | 23,21       |        |
| Votants        | Votants                                          | 135 064      | 80,25        | 129 180     | 76,79       |        |
| Blancs et nuls | Blancs et nuls                                   | 4 650        | 3,44         | 3 600       | 2,79        |        |
| Exprimés       | Exprimés                                         | 130 414      | 96,56        | 125 580     | 97,21       |        |

### Résultats par circonscription

#### Première circonscription (Alençon)
| Candidat       | Candidat                 | Parti          | Premier tour | Premier tour | Second tour | Second tour |  |
| Candidat       | Candidat                 | Parti          | Voix         | %            | Voix        | %           |  |
| -------------- | ------------------------ | -------------- | ------------ | ------------ | ----------- | ----------- |  |
|                | Louis Terrenoire élu     | UNR            | 16 020       | 37,19        | 20 808      | 50,73       |  |
|                | Jacques Roulleaux-Dugage | CNIP           | 11 932       | 27,7         | 17 347      | 42,29       |  |
|                | Raymond Guesdon          | Radsoc         | 7 724        | 17,93        | Retrait     | Retrait     |  |
|                | Marcel Hébert            | CR             | 4 738        | 11           | Retrait     | Retrait     |  |
|                | Marcel Letellier         | PCF            | 2 661        | 6,18         | 2 861       | 6,98        |  |
|                |                          |                |              |              |             |             |  |
| Inscrits       | Inscrits                 | Inscrits       | 55 540       | 100,00       | 55 463      | 100,00      |  |
| Abstentions    | Abstentions              | Abstentions    | 11 069       | 19,93        | 13 139      | 23,69       |  |
| Votants        | Votants                  | Votants        | 44 471       | 80,07        | 42 324      | 76,31       |  |
| Blancs et nuls | Blancs et nuls           | Blancs et nuls | 1 396        | 3,14         | 1 308       | 3,09        |  |
| Exprimés       | Exprimés                 | Exprimés       | 43 075       | 96,86        | 41 016      | 96,91       |  |

#### Deuxième circonscription (Mortagne-au-Perche - L'Aigle)
| Candidat       | Candidat          | Parti          | Premier tour | Premier tour | Second tour | Second tour |  |
| Candidat       | Candidat          | Parti          | Voix         | %            | Voix        | %           |  |
| -------------- | ----------------- | -------------- | ------------ | ------------ | ----------- | ----------- |  |
|                | Roland Boudet élu | UNR            | 12 877       | 31,39        | 21 922      | 57,48       |  |
|                | Paul Pelleray     | CNIP           | 11 827       | 28,83        | Retrait     | Retrait     |  |
|                | Léon Levesque     | Modérés        | 5 765        | 14,05        | 10 971      | 28,77       |  |
|                | Louis Mermaz      | UDSR           | 3 658        | 8,92         | 2 634       | 6,91        |  |
|                | Maurice Motier    | Radsoc         | 3 178        | 7,75         | Retrait     | Retrait     |  |
|                | Lucien Chatelais  | PCF            | 2 544        | 6,2          | 2 613       | 6,85        |  |
|                | Pierre Champagne  | UFF            | 1 175        | 2,86         |             |             |  |
|                |                   |                |              |              |             |             |  |
| Inscrits       | Inscrits          | Inscrits       | 53 330       | 100,00       | 53 318      | 100,00      |  |
| Abstentions    | Abstentions       | Abstentions    | 10 923       | 20,48        | 13 814      | 25,91       |  |
| Votants        | Votants           | Votants        | 42 407       | 79,52        | 39 504      | 74,09       |  |
| Blancs et nuls | Blancs et nuls    | Blancs et nuls | 1 383        | 3,26         | 1 364       | 3,45        |  |
| Exprimés       | Exprimés          | Exprimés       | 41 024       | 96,74        | 38 140      | 96,55       |  |

#### Troisième circonscription (Argentan - Flers)
| Candidat       | Candidat          | Parti          | Premier tour | Premier tour | Second tour | Second tour |  |
| Candidat       | Candidat          | Parti          | Voix         | %            | Voix        | %           |  |
| -------------- | ----------------- | -------------- | ------------ | ------------ | ----------- | ----------- |  |
|                | Pierre Couinaud   | CNIP           | 16 996       | 36,7         | 19 090      | 41,12       |  |
|                | Émile Halbout élu | MRP            | 16 033       | 34,62        | 20 630      | 44,44       |  |
|                | André Demarquay   | UFF            | 7 239        | 15,63        | 3 924       | 8,45        |  |
|                | Eugène Garnier    | PCF            | 3 494        | 7,54         | 2 780       | 5,99        |  |
|                | Henri Alexandre   | SFIO           | 2 553        | 5,51         | Retrait     | Retrait     |  |
|                |                   |                |              |              |             |             |  |
| Inscrits       | Inscrits          | Inscrits       | 59 438       | 100,00       | 59 443      | 100,00      |  |
| Abstentions    | Abstentions       | Abstentions    | 11 252       | 18,93        | 12 091      | 20,34       |  |
| Votants        | Votants           | Votants        | 48 186       | 81,07        | 47 352      | 79,66       |  |
| Blancs et nuls | Blancs et nuls    | Blancs et nuls | 1 871        | 3,88         | 928         | 1,96        |  |
| Exprimés       | Exprimés          | Exprimés       | 46 315       | 96,12        | 46 424      | 98,04       |  |